# Brighton International
Brighton International byl tenisový turnaj na profesionálních okruzích žen WTA Tour a mužů ATP Tour. Ženy hrály mezi roky 1978–1995 v jihoanglickém Brightonu v závěru sezóny na koberci. Muži navázali v podzimním období let 1996–2000. Jejich úvodní čtyři ročníky proběhly v bournemouthském West Hants Clubu, jako jediný britský turnaj na zelené antuce. Závěrečný ročník 2000 držitelé licence, ze společnosti Samsung, přemístili na halový tvrdý povrch do Brightonu, když v předchozím dějišti průběh pod otevřeným nebem komplikoval častý déšť.
Nejvyšší počet šesti singlových titulů vyhrála Steffi Grafová, která udržela finálovou neporazitelnost. Pouze Martina Navrátilová (1982), Chris Evertová (1983) a Steffi Grafová (1986) dokázaly v jediném ročníku ovládnout dvouhru i čtyřhru.  V rámci samostatného Česka se ve finále turnaje nejvyššího okruhu poprvé utkaly dvě Češky, když v závěrečném duelu ročníku 1994 porazila Jana Novotná krajanku Helenu Sukovou. Mezi muži se jediným dvojnásobným šampionem dvouhry stal Félix Mantilla.
Jedinou britskou vítězkou dvouhry se v roce 1981 stala Sue Barkerová. Další Britka pak v Anglii vyhrála turnaj okruhu WTA Tour po 40 letech, když Johanna Kontaová ovládla Nottingham Open 2021.

## Vývoj názvu turnaje
- 1978: BMW Challenge
- 1979–1984: Daihatsu Challenge
- 1985–1986: Pretty Polly Classic
- 1987: Volvo Classic
- 1988: Brighton International
- 1989: Midland Group Championships
- 1990–1992: Midland Bank Championships
- 1993: Autoglass Classic
- 1994–1995: Brighton International (ženy)[1]
- 1996–2000: Samsung Open (muži)[3]

## Přehled finále

### Ženská dvouhra
| Rok  | vítězka               | finalistka            | výsledek           |
| ---- | --------------------- | --------------------- | ------------------ |
| 1978 | Virginia Ruziciová    | Betty Stöveová        | 5–7, 6–2, 7–5      |
| 1979 | Martina Navrátilová   | Chris Evertová        | 6–3, 6–3           |
| 1980 | Chris Evertová        | Martina Navrátilová   | 6–4, 5–7, 6–3      |
| 1981 | Sue Barkerová         | Mima Jaušovecová      | 4–6, 6–1, 6–1      |
| 1982 | Martina Navrátilová   | Chris Evertová        | 6–1, 6–4           |
| 1983 | Chris Evertová        | Jo Durieová           | 6–1, 6–1           |
| 1984 | Sylvia Haniková       | JoAnne Russellová     | 6–3, 1–6, 6–2      |
| 1985 | Chris Evertová        | Manuela Malejevová    | 7–5, 6–3           |
| 1986 | Steffi Grafová        | Catarina Lindqvistová | 6–3, 6–3           |
| 1987 | Gabriela Sabatini     | Pam Shriverová        | 7–5, 6–4           |
| 1988 | Steffi Grafová        | Manuela Malejevová    | 6–2, 6–0           |
| 1989 | Steffi Grafová        | Monika Selešová       | 7–5, 6–4           |
| 1990 | Steffi Grafová        | Helena Suková         | 7–5, 6–3           |
| 1991 | Steffi Grafová        | Zina Garrisonová      | 5–7, 6–4, 6–1      |
| 1992 | Steffi Grafová        | Jana Novotná          | 4–6, 6–4, 7–6(7–3) |
| 1993 | Jana Novotná          | Anke Huberová         | 6–2, 6–4           |
| 1994 | Jana Novotná          | Helena Suková         | 6–7(4–7), 6–3, 6–4 |
| 1995 | Mary Joe Fernandezová | Amanda Coetzerová     | 6–4, 7–5           |

### Ženská čtyřhra
| Rok  | vítězky                               | finalistky                                  | výsledek                |
| ---- | ------------------------------------- | ------------------------------------------- | ----------------------- |
| 1978 | Betty Stöveová Virginia Wadeová       | Ilana Klossová JoAnne Russellová            | 6–0, 7–6                |
| 1979 | Ann Kiyomurová Anne Smithová          | Ilana Klossová Laura duPontová              | 6–2, 6–1                |
| 1980 | Kathy Jordanová Anne Smithová         | Martina Navrátilová Betty Stöveová          | 6–3, 7–5                |
| 1981 | Barbara Potterová Anne Smithová       | Mima Jaušovecová Pam Shriverová             | 6–7, 6–3, 6–4           |
| 1982 | Martina Navrátilová Pam Shriverová    | Barbara Potterová Sharon Walshová           | 2–6, 7–5, 6–4           |
| 1983 | Chris Evert-Lloydová Pam Shriverová   | Jo Durieová Ann Kiyomurová                  | 7–5, 6–4                |
| 1984 | Alycia Moultonová Paula Smithová      | Barbara Potterová Sharon Walshová           | 6–7, 6–3, 7–5           |
| 1985 | Lori McNeilová Catherine Suireová     | Barbara Potterová Helena Suková             | 4–6, 7–6, 6–4           |
| 1986 | Steffi Grafová Helena Suková          | Tine Scheuer-Larsenová Catherine Tanvierová | 6–4, 6–4                |
| 1987 | Kathy Jordanová Helena Suková         | Tine Scheuer-Larsenová Catherine Tanvierová | 7–5, 6–1                |
| 1988 | Lori McNeilová Betsy Nagelsenová      | Isabelle Demongeotová Nathalie Tauziatová   | 7–6(7–5), 2–6, 7–6(7–3) |
| 1989 | Katrina Adamsová Lori McNeilová       | Hana Mandlíková Jana Novotná                | 4–6, 7–6(9–7), 6–4      |
| 1990 | Helena Suková Nathalie Tauziatová     | Jo Durieová Nataša Zverevová                | 6–1, 6–4                |
| 1991 | Pam Shriverová Nataša Zverevová       | Zina Garrisonová Lori McNeilová             | 6–1, 6–2                |
| 1992 | Jana Novotná Larisa Neilandová        | Conchita Martínezová Radka Zrubáková        | 6–4, 6–1                |
| 1993 | Laura Golarsová Natalija Medveděvová  | Anke Huberová Larisa Neilandová             | 6–3, 1–6, 6–4           |
| 1994 | Manon Bollegrafová Larisa Neilandová  | Mary Joe Fernandezová Jana Novotná          | 4–6, 6-2, 6–3           |
| 1995 | Meredith McGrathová Larisa Neilandová | Lori McNeilová Helena Suková                | 7–5, 6–1                |

### Mužská dvouhra
| Rok  | vítězka        | finalistka          | výsledek           |
| ---- | -------------- | ------------------- | ------------------ |
| 1996 | Albert Costa   | Marc-Kevin Goellner | 6–7(4–7), 6–2, 6–2 |
| 1997 | Félix Mantilla | Carlos Moyà         | 6–2, 6–2           |
| 1998 | Félix Mantilla | Albert Costa        | 6–3, 7–5           |
| 1999 | Adrian Voinea  | Stefan Koubek       | 1–6, 7–5, 7–6(7–2) |
| 2000 | Tim Henman     | Dominik Hrbatý      | 6–2, 6–2           |

### Mužská čtyřhra
| Rok  | vítězky                           | finalistky                        | výsledek                |
| ---- | --------------------------------- | --------------------------------- | ----------------------- |
| 1996 | Marc-Kevin Goellner Greg Rusedski | Rodolphe Gilbert Nuno Marques     | 6–3, 7–6                |
| 1997 | Kent Kinnear Aleksandar Kitinov   | Alberto Martín Chris Wilkinson    | 7–6, 6–2                |
| 1998 | Neil Broad Kevin Ullyett          | Wayne Arthurs Alberto Berasategui | 7–6, 6–3                |
| 1999 | David Adams Jeff Tarango          | Nicklas Kulti Michael Kohlmann    | 6–3, 6–7(5–7), 7–6(7–5) |
| 2000 | Michael Hill Jeff Tarango         | Paul Goldstein Jim Thomas         | 6–3, 7–5                |